# Sint-Remigiuskerk (Sint-Jans-Molenbeek)
De Sint-Remigiuskerk (Frans: Église Saint-Rémy) is een kerkgebouw in Sint-Jans-Molenbeek, gelegen aan de Jubelfeestlaan 41.
De kerk ontstond om een nieuwe parochie te bedienen in een eind 19e eeuw aangelegde wijk. Drijvende kracht in die dagen was pastoor Arthur Vetsuypens. Kardinaal Mercier legde in 1905 de eerste steen.
Het neogotische ontwerp van Chrétien Veraart lag in de traditie van de Scheldegotiek. Hij tekende een kruisbasiliek, gebouwd in natuursteen. De voorgevel heeft een portaal met daarboven een groot venster. Diverse traptorens versieren het gebouw, en rechts bevindt zich een aangebouwde klokkentoren met vier hoektorentjes.
Binnen zijn keramiektegels uit Jurbeke gebruikt voor de vloer. De aandacht wordt getrokken door de rijkelijke glas-in-loodramen. De ramen in de zijbeuken dateren uit de jaren 1930 en zijn gemaakt te Gent in de ateliers van Camille Ganton-Defoin. Ze tonen onder meer de heiligen Nicolaas, Augustinus, Melania en Alena. In het koor zijn episodes uit het leven van Christus afgebeeld. Jean-Pierre Timmermans en zijn broers vervaardigden in 1959 de drie grote ramen van de dwarsbeuken (Laatste Avondmaal, Ego Sum Lux) en de voorgevel (Kroning van de Heilige Maagd). Ze verwerkten er verwijzingen in naar de eigentijdse cultuur, zoals de acteur Fernandel en de in 1957 gelanceerde Spoetnik 1.